# Joannes Nicolai
Pour les articles homonymes, voir Nicolai.
Joannes Nicolai (1665-1708) fut un professeur d'antiquités allemand à Tubingue.
Il a laissé entre autres ouvrages : 
- Demonstratio, qua probatur Gentilium Theologiam ex fonte Scriptural originem traxisse, Helmstedt, 1681
- De Ritu antiquo Bacchanalium, 1696;
- Diatribe de juramentis Hebraeorum Graecorum Romanorum aliorumque populorum, 1700.
- De siglis veterum, Leyde, 1703 ;
- Antiquitates Ecclesiae, 1705.

## Source
Marie-Nicolas Bouillet  et Alexis Chassang (dir.), « Jean Nicolai » dans Dictionnaire universel d’histoire et de géographie, 1878 (lire sur Wikisource)

## Sources externes
- Notices d'autorité :   - VIAF
  - ISNI
  - BnF (données)
  - IdRef
  - LCCN
  - GND
  - Espagne
  - Belgique
  - Pays-Bas
  - Pologne
  - Israël
  - NUKAT
  - Suède
  - Vatican
  - Norvège
  - Tchéquie
  - Lettonie
  - Brésil
  - WorldCat